# Януш Бугайський
Януш Бугайський (нар. 23 вересня 1954, Нантвіч, Чешир, Англія) — старший науковий співробітник Джеймстаунського фонду у Вашингтоні, округ Колумбія.
Він також є ведучим телевізійних шоу «Година Бугайського», які транслюються на Балканах. Раніше він обіймав посаду старшого наукового співробітника Центру аналізу європейської політики (CEPA) у Вашингтоні, округ Колумбія і працював директором Програми нової європейської демократії в Центрі стратегічних і міжнародних досліджень (CSIS)
З 1981 по 1983 Бугайський працював консультантом з питань Польщі на телебаченні BBC у Лондоні. У 1984—1985 він працював старшим науковим аналітиком на Радіо Вільна Європа/Радіо Свобода (RFE/RL) у Мюнхені, Німеччина. У 1986 році він приєднався до Центру стратегічних і міжнародних досліджень (CSIS) у Вашингтоні, округ Колумбія, де заснував Східноєвропейський відділ. Бугайскі обіймав посаду заступника директора з 1986 по 1993 роки, а в 1993 році став директором Східноєвропейських досліджень у Центрі стратегічних і міжнародних досліджень у Вашингтоні, округ Колумбія
Бугайський працював консультантом зі справ Східної Європи у організаціях та урядових установах США, включаючи Агентство США з міжнародного розвитку (USAID), Міністерство оборони США, Міжнародний республіканський інститут (IRI), Інститут вільних профспілок (AFL-CIO), Рада з міжнародних досліджень та обмінів (IREX) і телебачення BBC у Лондоні.
Він регулярно дає свідчення в Конгресі США, а також є головою програми вивчення Південної та Центральної Європи в Інституті дипломатичної служби Державного департаменту США.
Аналітик Фонду Джеймстауна
Один із головних спікерів Форуму Вільних Держав Постросії (2022-дотепер)

## Життя і кар'єра
Бугайський народився в сім'ї вчителя Пйотра Бугайського та Ядвіги (Кавської) Бугайських і є американцем польського походження. Емігрував до США у 1986, вільно володіє англійською та польською мовами. У 1977 здобув ступінь бакалавра з відзнакою в Кентському університеті в Кентербері у Великобританії, а в 1981 отримав ступінь магістра філософії доктора соціальної антропології Лондонської школи економіки та політичних наук.
Бугайскі також був доцентом в Американському університеті в 1991 році; викладачем Смітсонівського інституту, Інституту дипломатичної служби, Центру Вудро Вільсона ; консультантом Міжнародного республіканського інституту, Ради міжнародних досліджень та обмінів та Інституту демократії у Східній Європі.
Бугайський є одним із спікерів Форуму Вільних Народів Постросії

## Нагороди
Бугайскі нагороджений грантами у 1988 від Фонду Ерхарта, у 1989 від Фонду Лінда та Гаррі Бредлі. У 1991 році отримав нагороду за лідерство Центру стратегічних і міжнародних досліджень. У 1998 він отримав нагороду за видатну державну службу від Державного департаменту США, Агентства США з міжнародного розвитку(USAID), Інформаційного агентства США (USIA) та Агентства з контролю над озброєннями та роззброєння на знак визнання його внеску в міжнародні справи.
У 2010 році був нагороджений Подякою Польської вільної профспілки «Солідарність». Він є членом Американської асоціації сприяння слов'янським дослідженням.

## Редакційна робота
Він є постійним автором різноманітних американських та європейських газет і журналів.
Публікації Бугайського включають «Етнічну політику у Східній Європі: Посібник до національності, політики, організацій і партій» (М. Е. Шарп, 1994) і його книгу «Нації в сум'ятті: конфлікт і співпраця у Східній Європі» (Westview, 1992 і 1995), яка була обрана версією Choice як видатна академічна книга. Він також відображає напругу між Росією та Заходом і російський «неоімперіалізм» у різних регіонах конфлікту, як, наприклад, уроки російсько-грузинської війни в серпні 2008 року.

## Вибрані видання
Список публікацій опубліковано на домашній сторінці CSIS
- Failed State: A Guide to Russia's Rupture (Фонд Джеймстауна, 2022)ISBN 978-1-7352752-2-2 ;[11]
- Євразійський розкол: вразливі фланги Росії (Фонд Джеймстауна, 2016);ISBN 978-0-9855045-5-7
- Зони конфлікту: порівняння Північного Кавказу та Західних Балкан (Jamestown Foundation, 2014);ISBN 978-0-9830842-9-7
- Повернення Балкан: виклики європейській інтеграції та розмежування США (Інститут стратегічних досліджень, Військовий коледж армії США, 2013);ISBN 978-1-5848757-0-3
- Уроки Грузії: Конфлікт російських і західних інтересів у ширшій Європі (CSIS Press, 2010);ISBN 978-0-8920660-6-3
- Демонтаж Заходу: Атлантична програма Росії (Potomac Books, 2009);ISBN 978-1-5979721-0-9
- Нові європейські союзники Америки (Nova, 2009);ISBN 978-1-6069243-3-4
- Розширення Євразії: європейські амбіції Росії (CSIS, 2008);ISBN 978-0-8920654-5-5
- Атлантичні мости: нові європейські союзники Америки, з Ілоною Телекі (Роуман і Літлфілд, 2007);ISBN 978-0-7425491-1-1
- «Холодний мир: новий імперіалізм Росії» (Praeger, 2004);ISBN 978-0-2759836-2-8
- Політичні партії Східної Європи: Посібник з політики в посткомуністичну еру (МЕ Шарп, 2002);ISBN 978-1-5632467-6-0
- Етнічна політика у Східній Європі: Посібник з національної політики, організацій і партій (М. Е. Шарп, 1994);ISBN 978-1-5632428-2-3
- Нації в безладді: конфлікт і співпраця у Східній Європі (Westview, 1993, 1995);ISBN 978-0-8133162-6-0
- Конфлікти четвертого світу: комунізм і сільські суспільства (Westview, 1991);ISBN 978-0-8133807-2-8
- Сандиністський комунізм і сільська Нікарагуа (Praeger/CSIS, 1990);ISBN 978-0-2759353-5-1
- East European Fault Lines: Dissent, Opposition, and Social Activism (Westview Press, 1989);ISBN 978-0-8133771-4-8
- Чехословаччина: Десятиліття дисидентства Хартії 77 (Praeger/CSIS, 1987);ISBN 978-0-2759276-9-1

Перелік публікацій на сайті CEPA
- Mind the Gap (10 квітня 2020 р.);[13]
- Вразлива Європа (4 березня 2020 р.);[14]
- Чи є Боснія бомбою уповільненої дії? (6 січня 2020 р.).[15]